# American Antislavery Society

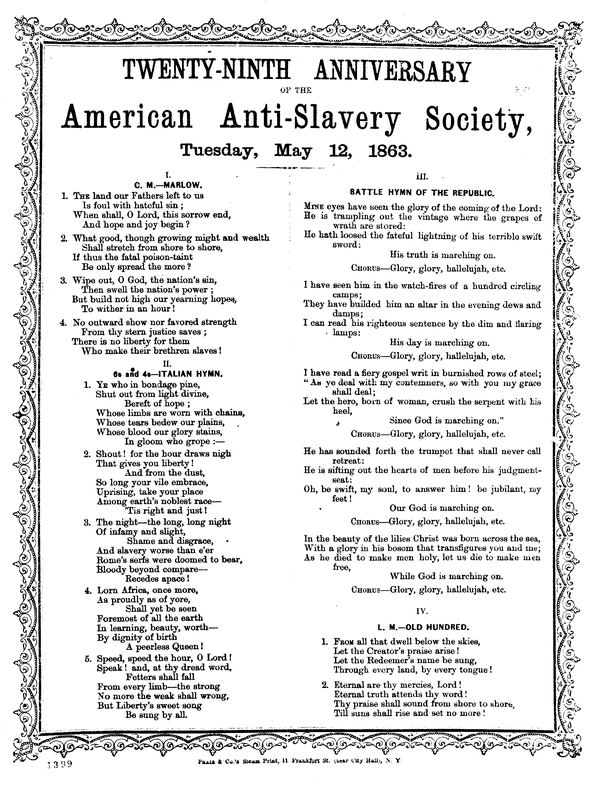
Programma del 29º anniversario della Società.

L'American Antislavery Society (Società Americana Contro lo Schiavismo) era una società abolizionista con sede a New York fondata da William Lloyd Garrison e Arthur Tappan attiva dal 1833 al 1870 Frederick Douglass fu un leader chiave della società e spesso parlò agli incontri, così come William Wells Brown. Nel 1838 la società aveva 1.350 sedi locali e contava circa 250.000 membri, alcuni dei quali famosi, come Theodore Dwight Weld, Lewis Tappan, James Gillespie Birney, Lydia Maria Child, Maria Weston Chapman, Henry Highland Garnet, Samuel Cornish, James Forten, Charles Lenox Remond, Robert Purvis e Wendell Phillips. Dal 1840 al 1870 pubblicò un settimanale, il National Antislavery Standard.

## Situazione politica antecedente la formazione della Società
I dibattiti abolizionisti sollevati dal Compromesso del Missouri si placarono considerevolmente negli anni 1820 fino a quando una serie di eventi alla fine del decennio riportarono la questione in primo piano. Nel 1829 e nel 1831 importanti dibattiti interessarono le legislature della Virginia, e negli Stati del nord si discuteva sulla possibilità di liberare gli schiavi e riportarli in Africa (una proposta che portò alla fondazione della Liberia). Le agitazioni aumentarono nel 1829 con la pubblicazione di Appeal to the Colored Citizenz of the World di David Walker, e nel 1831 con la ribellione dello schiavo Nat Turner.
Tra il 1776 e il 1860 avvennero più di duecento ribellioni da parte degli schiavi, la più sanguinosa delle quali fu quella di Nat Turner, che assieme a più di settanta neri sia liberi che schiavi si spostò di fattoria in fattoria nella contea di Southampton in Virginia uccidendo indiscriminatamente tutti i bianchi che incontrava sul suo cammino, sessanta dei quali persero la vita. Mentre da un lato la ribellione avviò un dibattito abolizionista nel sud, dall'altro la reazione fu quella di inasprire le leggi che governavano il comportamento degli schiavi.
Lo stesso anno la Carolina del Sud si oppose alle imposte federali dichiarandone la nullità e minacciando di usare la forza contro gli agenti doganali per impedirne la raccolta. Il presidente Andrew Jackson ignorò le proteste e minacciò a sua volta di utilizzare l'esercito per far rispettare le leggi federali. Data la determinazione di Jackson, lo Stato ritornò sui suoi passi, ma l'episodio aumentò le paure nel sud e fu solo una questione di tempo prima che il Congresso affrontasse la questione della schiavitù. La tensione crebbe ulteriormente nel 1833 con la fondazione dell'American Antislavery Society a Filadelfia.

## Storia della Società
L'American Antislavery Society venne fondata il 4 dicembre 1833
 e non incontrò il favore dell'opinione pubblica. Secondo l'Enciclopedia Britannica, «Le attività antischiaviste della società incontravano frequentemente l'opposizione pubblica, con la folla che invadeva gli incontri, attaccava gli oratori e bruciava la carta stampata». Inoltre i membri erano spesso considerati dei fanatici e denunciati. Nella metà degli anni 1830, però, la schiavitù era così importante per l'economia che una sua immediata abolizione avrebbe causato una grave crisi economica specialmente nel sud.
La società venne fondata all'Adelphi Building di Filadelfia. Alla fondazione parteciparono sessantadue delegati, ventuno dei quali erano quaccheri e c'era una grossa presenza di uomini d'affari cristiani evangelici. La nuova American Antislavery Society incaricò William Lloyd Garrison di scrivere la proclamazione dell'organizzazione. Il documento condannava l'istituzione della schiavitù e accusava i proprietari degli schiavi del peccato di essere un «ladro di uomini». Chiedeva inoltre l'immediata emancipazione di tutti gli schiavi e contestava le idee colonialiste della American Colonization Society e il progetto di trasportare gli schiavi nell'Africa Occidentale. Nello stesso tempo dichiarava la società come pacifista, e i firmatari accettavano anche di morire come martiri se ciò fosse stato necessario.
Nel 
1839 l'organizzazione nazionale aveva due differenti metodi di approccio: Garrison e i suoi seguaci erano più radicali rispetto agli altri membri, e denunciarono la Costituzione di supportare la schiavitù, oltre a voler condividere la responsabilità organizzativa con le donne.
La società fu il teatro di molti dissensi tra Garrison e gli abolizionisti di New York e del Midwest. Una delle questioni era se gli abolizionisti dovessero entrare in politica in un partito separato, un'altra riguardava il ruolo della donne nel movimento abolizionista. La Società era un esempio di egualitarismo. I suoi membri infatti erano sia bianchi che neri, e anche le donne ebbero un ruolo importante creando non poche polemiche, come le sorelle Sarah e Angelina Grimké che parlavano regolarmente ad un uditorio maschile e pubblicarono degli scritti contro il clero, attività che non rientravano nella sfera di competenza delle donne. La maggiore rottura avvenne nel 184, quando Abby Kelley Foster venne eletta nel comitato d'affari della Società e per risposta Arthur e Lewis Tappan lasciarono la Società per formare la American and Foreign Antislavery Society.
L'approccio di Garrison e dei suoi seguaci era più radicale rispetto a quello di altri membri, così nel 1839 si staccò un'ala più moderata che diede vita al Partito Liberale.

Data la spaccatura nella leadership nazionale, negli anni 1840 e 1850 il grosso delle attività pesò sulle società statali e locali. Le istanze dell'antischiavismo entrarono nella politica americana attraverso il Free Soil Party (1848-1854) e di conseguenza nel Partito Repubblicano (Stati Uniti d'America) (fondato nel 1854). L'American Antislavery Society venne formalmente sciolta nel 1870, dopo la guerra di secessione e l'emancipazione degli schiavi.

### Membri
Un importante membro fondatore che tende ad essere sottovalutato è il pastore Theodore S. Wright. Al fianco di famosi oratori come Tappan e Garrison, Wright si agitava per l'astinenza dall'alcol, educazione, suffragio ai neri e riforma fondiaria.
(Theodore S. Wright)
Molti membri fondatori usarono un approccio pratico alla schiavitù dicendo che economicamente non aveva senso; Wright usò la retorica della religione per far uscire dall'empatia gli afroamericani, presentandola come un peccato morale verso gli afroamericani perseguitati. Generalmente l'argomento morale era il più utilizzato contro la schiavitù.
Frederick Douglass aveva notato la frustrazione che Garrison sentiva verso i suoi detrattori, ma scrisse molte lettere a Garrison per descrivergli nei dettagli i pregiudizi che causava la schiavitù. Una in particolare riguardava la chiesa:
nti! per voi Dio non guarda in faccia a nessuno!" Da quella volta non sono più stato lì a veder prendere i sacramenti.»
(Frederick Douglass)
 Con queste lettere Douglass voleva ricordare a Garrison perché la schiavitù dovesse essere abolita, ma i suoi appelli non placarono i dissensi verso Garrison.